# راسبورة شاحبة
راسبورة شاحبة (الاسم العلمي:Rasbora aurotaenia) هي نوع من الأسماك تتبع جنس الراسبورة من فصيلة الشبوطيات.